# Pancolitis
Pancolitis – bardzo poważna postać wrzodziejącego zapalenia jelita grubego w której choroba zajmuje całe jelito grube. Zastawka krętniczo-kątnicza jest otwarta i mogą przez nią przedostawać się mediatory procesu zapalnego z jelita grubego do jelita cienkiego i powodować zmiany w końcowej części jelita krętego (dzieje się tak u 15-20% chorych u których stwierdza się pancolitis).
Objawy są bardzo podobne jak w typowej postaci wrzodziejącego zapalenia jelita grubego jednak są bardziej nasilone, znacząco zwiększa się również prawdopodobieństwo wystąpienia w przyszłości raka jelita grubego.